# 10 Higeja
10 Hygeia, asteroid glavnog pojasa. Otkrio ga je Annibale de Gasparis, 12. travnja 1849. iz Napulja. 
Astronomi su otkrili, koristeći se uređajem naziva SPHERE koji se nalazi na opservatoriju domišljatog naziva – Vrlo veliki teleskop (VLT), kako Higeja ima sve potrebne odlike patuljastog planeta. Sam objekt je četvrti po veličini u asteroidnom pojasu nakon Cerere, Veste i Palasa, a astronomi su ga sada prvi put uočili u dovoljno visokoj rezoluciji da vide njegovu površinu i utvrde njegov oblik te veličinu. Ustanovili su da je Higeja sferična, odnosno okruglog oblika, i da bi zapravo ona trebala biti najmanji patuljasti planet koji orbitira oko našeg Sunca, a ne Cerera.
Kao objekt glavnog asteroidnog pojasa, Higeja je odmah zadovoljila tri od četiri kriterija koja su potrebna da se neko svemirsko tijelo proglasi patuljastim planetom: orbitira oko Sunca, nije mjesec (prirodni satelit) i, za razliku od planeta, nije očistila okolno područje oko svoje orbite. Posljednji zahtjev je da ima dovoljno mase za vlastitu gravitaciju i da ima grubo sferični oblik, što je sada dodatno potvrđeno.
Znanstvenici su također otkrili kako ovom patuljastom planetu nedostaje vrlo velik krater za koji su stručnjaci smatrali da će sigurno tamo postojati. S obzirom na to da je Higeja glavni član jedne od najvećih asteroidnih obitelji, s blizu 7000 potomaka koji su svi nastali iz jednog te istog izvornog tijela, astronomi su očekivali da će na njenoj površini uočiti barem neki trag te kaotične povijesti.

## Vanjske poveznice
- Minor Planet Center

… |  9 Metis  | 10 Higeja |  11 Parthenope | …